# Liolaemus eleodori
Liolaemus eleodori — вид ігуаноподібних ящірок родини Liolaemidae. Ендемік Аргентини.

## Поширення і екологія
Liolaemus eleodori відомі з типової місцевості, розташованої в Національному парку Сан-Гільєрмо в провінції Сан-Хуан, на висоті 3500 м над рівнем моря. Вони живуть на високогірних луках пуна.